# Nullhipotézis
A nullhipotézis (H0) inferenciális (következtetési) statisztikai fogalom, alapfeltevés, mely szerint nem áll fenn összefüggés két vizsgált változó között. A nullhipotézist alapvetően mindaddig elfogadottnak tekintjük, amíg ellenkezőjét nem tudjuk alátámasztani. Ez nullhipotézis-vizsgálat alapján lehetséges. A nullhipotézis-vizsgálat során a rendelkezésre álló adatok és statisztikai számítások alapján a nullhipotézis elutasítható, vagy továbbra is elfogadottnak tekinthető.
A tudományos gyakorlatban a tudományos vizsgálódás alapja valamilyen feltételezett összefüggés két változó között. Az ezt megfogalmazó feltevést nevezzük alternatív hipotézisnek, mely csak akkor lehet igaz, amennyiben a nullhipotézis hamis. A nullhipotézis vizsgálata során tehát meghatározható, hogy van-e alapunk feltételezni az alternatív hipotézisként megfogalmazott összefüggést.
Fontos kiemelni, hogy a nullhipotézis elfogadása nem bizonyító erejű a nullhipotézisre nézve, csupán azt mondja ki, hogy az statisztikai alapon nem kizárható.
A nullhipotézis vizsgálatára két megközelítés létezik, Ronald Fischer, illetve Jerzy Neyman és Egon Pearson nevéhez fűződően. Fischer megközelítése azon a feltételezésen alapul, hogy nullhipotézis igaz, és azt vizsgálja, ebben az esetben mekkora valószínűséggel kaphatjuk a megfigyelt adatokat. Amennyiben az adatok bekövetkezésének valószínűsége szignifikánsan alacsony, a nullhipotézis elutasítható. Neyman és Pearson megközelítése ezzel szemben a nullhipotézisnek az alternatív hipotézissel való szembeállításán alapul, majd a rendelkezésre álló adatok és hibahatárok alapján kell dönteni közöttük.
Statisztikai következtetéseket vonhatunk le a nullhipotézis-vizsgálat alternatívájaként a statisztikai modellezés módszerével is. Ebben az esetben statisztikai modellt építünk, mely tartalmazza az összes szóba jövő elméletünket, majd modellszelekció segítségével választjuk ki ezek közül a megfigyelt jelenséget legjobban leíró modellt. A legnépszerűbb modellszelekciós módszerek az Akaike-kritériumon és a Bayes-tényezőn alapulnak.

## Fordítás
- Ez a szócikk részben vagy egészben  a   Null hypothesis című angol Wikipédia-szócikk ezen változatának fordításán alapul.  Az eredeti cikk szerkesztőit annak laptörténete sorolja fel. Ez a jelzés csupán a megfogalmazás eredetét és a szerzői jogokat jelzi, nem szolgál a cikkben szereplő információk forrásmegjelöléseként.
- Ez a szócikk részben vagy egészben  a   Statistical hypothesis testing című angol Wikipédia-szócikk ezen változatának fordításán alapul.  Az eredeti cikk szerkesztőit annak laptörténete sorolja fel. Ez a jelzés csupán a megfogalmazás eredetét és a szerzői jogokat jelzi, nem szolgál a cikkben szereplő információk forrásmegjelöléseként.